# Paulino Alcántara
Paulino Alcántara Riestrá (Iloilo, 7 ottobre 1896 – Barcellona, 13 febbraio 1964) è stato un calciatore e allenatore di calcio filippino naturalizzato spagnolo, di ruolo attaccante.
Trascorre la maggior parte del suo tempo al Barcellona e rappresenta la Catalogna, le Filippine e la Spagna. Alcántara ha fatto il suo debutto con il Barcellona all'età di 15 anni e ha segnato 395 gol in 399 partite e ha vinto un record di 10 titoli del campionato catalano del campionato spagnolo, 5 copa del rey e 2 coppe dei Pirennei. Le statistiche gli permetterebbero di essere il secondo miglior marcatore di tutti i tempi del club blaugrana alle spalle del solo Lionel Messi. Fu anche il primo calciatore asiatico a giocare in Europa.
Nel 2007, Alcántara e stato riconosciuto dalla FIFA come uno dei più grandi attaccanti della storia del calcio e il miglior calciatore asiatico di tutti i tempi.

## Biografia
Paulino Álcantara nacque nel 1896 a Iloilo, nelle Filippine (all'epoca colonia spagnola), dal padre catalano Eduardo Alcántara, militare di stanza, e dalla madre Victoria Riestra nativa del posto. All'età di tre anni, nel periodo in cui gli Stati Uniti d'America presero il controllo dell'arcipelago filippino, la famiglia fece le valigie e tornò in Spagna; era il 1899, anno in cui veniva fondato il Barcellona.
Studiò quindi al Collegio dei gesuiti e si mise in evidenza in diversi sport, fino a quando si dedicò interamente al calcio. Dopo aver iniziato a studiare Medicina al suo ritorno nelle Filippine, portò a termine gli studi nel corso della carriera in Spagna e iniziò ad esercitare la professione quando si ritirò dall'attività agonistica nel luglio del 1927. Si fece apprezzare come urologo. Fu anche attivo in politica e fu oggetto di controversie la sua partecipazione ai combattimenti nella guerra civile spagnola nelle file dell'esercito del futuro dittatore Francisco Franco e dal 1937 al 1940 nella Brigata Frecce Nere, Corpo Truppe Volontarie inviato da Benito Mussolini a supporto dei fascisti spagnoli. Dopo la fine del conflitto ebbe diversi incarichi come membro del partito franchista. Morì di anemia aplastica 13 febbraio 1964.

## Caratteristiche tecniche
Nonostante avesse un fisico particolarmente esile, era molto veloce e soprattutto dotato di grande potenza, in particolare nel tiro in porta che era anche preciso. Particolarmente famoso è il suo gol in nazionale del 30 aprile 1922 che sfondò la rete nella partita contro la Francia e gli valse il soprannome "lo sfondareti" (El Romperedes o Trencaxarxes).

## Carriera

### Club

#### Gli inizi a Barcellona
Al suo esordio con la prima squadra del Barcellona il 25 febbraio 1912, quando aveva solo 15 anni e 4 mesi, realizzò una tripletta nella partita contro il Català valida per il campionato catalano, divenendo il calciatore più giovane ad aver segnato un gol per il club blaugrana; record che detiene ancora oggi. Durante i primi quattro anni contribuì alla vittoria nella Coppa dei Pirenei 1913, due campionati catalani (nel 1913 e 1916) oltre che alla Coppa del Re del 1916.

#### Il passaggio al Bohemians
Nonostante il promettente inizio carriera, il padre volle che Paulino imparasse una professione fuori dall'ambiente sportivo e lo mandò a studiare Medicina nelle Filippine. Nei due anni trascorsi al Paese natale militò nel Bohemian Sporting Club, uno dei più antichi sodalizi calcistici delle Filippine, con cui vinse due campionati filippini, nel 1917 e nel 1918. In quel periodo rappresentò le Filippine con le squadre nazionali di calcio e di tennistavolo.

#### Il ritorno a Barcellona
Nel 1918 contrasse la malaria e disse ai genitori che avrebbe accettato di farsi curare solo se gli avessero permesso di tornare in Spagna. Fu così che quello stesso anno, dopo solo due stagioni di militanza nel club filippino, tornò al Barcellona, in un periodo in cui il club catalano si trovava in crisi di risultati. Il suo ritorno coincise con il primo grande ciclo di vittorie del Barcellona, al fianco di campioni come Josep Samitier, Ricardo Zamora, Emilio Sagi e Vicente Piera. All'inizio di questo secondo periodo, l'allenatore inglese Jack Greenwell lo schierò al centro della difesa ma fu quindi riportato in attacco dietro grande richiesta dei membri del club. Divenne una leggenda un suo gol segnato nel 1919 alla Real Sociedad, quando sulla traiettoria di un suo potente tiro si trovò un poliziotto entrato casualmente in campo, che finì in rete assieme al pallone. Alcantara si consacrò segnando 145 reti in 130 partite ufficiali, vincendo altri 8 campionati di Catalogna e altre 4 coppe del re. Rimase al Barcellona fino al 1927, anno del suo ritiro. Negli anni successivi, oltre ad esercitare la professione di medico e perseguire la carriera politica, fece parte della dirigenza del Barcellona e promosse il calcio a 7.

### Nazionale

#### Spagna
Collezionò solamente 5 presenze nella nazionale spagnola, con la quale segnò 6 reti. Per portare a termine gli esami di laurea in Medicina rinunciò ai Giochi Olimpici del 1920 ad Anversa, dove la nazionale fu eliminata nei quarti di finale. Nel 1951 fu commissario tecnico della Spagna insieme a Félix Quesada e Luis Iceta, e tutti e tre furono rimossi dall'incarico dopo tre amichevoli nelle quali ottennero una vittoria e due pareggi.

#### Filippine
Era in possesso di doppia nazionalità e nel maggio del 1917 disputò i suoi unici due incontri per la nazionale filippina in occasione dei III Giochi dell'Estremo Oriente. Dopo aver travolto 15-2 i padroni di casa del Giappone, che erano all'esordio assoluto internazionale, i filippini si ritirarono nel secondo tempo del successivo incontro con la Repubblica di Cina a seguito di una rissa scoppiata dopo il gol del 4-0 dei cinesi.

## Vita privata
Alcántara era sposato con Blanca López Alcántara, una donna spagnola di barcellona, dalla quale ebbero due figli. Alcántara era il figlio di Eduardo Alcántara Garchitorena, che era uno spagnola insulares di Manila nato nelle Filippine, che prestò servizio come soldato nell'esercito spagnolo, e Victoriana Camilan Riestra, una Filipina, di iloilo, che era di origine mista nativa e spagnola, che aveva 7 figli, 4 maschi e 3 femmine, tutti nati e cresciuti nelle Filippine.
Alcántara aveva la doppia cittadinanza sie delle Filippine che della Spagna.

## Riconoscimenti
Nel 2007, Alcantara è stato nominato dalla FIFA miglior calciatore asiatico di tutti i tempi. Una statua che lo raffigura si trova di fronte alla sede della Federazione calcistica delle Filippine. È stata intitolata in suo onore la Copa Paulino Alcantara, la più importante coppa calcistica delle Filippine. Nel 2011 il suo nome è stato inserito nella Dean Windass Hall of Fame dell'azienda di podcasting britannica The Football Ramble.

## Statistiche

### Cronologia presenze e reti in nazionale
| Cronologia completa delle presenze e delle reti in nazionale ― Spagna | Cronologia completa delle presenze e delle reti in nazionale ― Spagna | Cronologia completa delle presenze e delle reti in nazionale ― Spagna | Cronologia completa delle presenze e delle reti in nazionale ― Spagna | Cronologia completa delle presenze e delle reti in nazionale ― Spagna | Cronologia completa delle presenze e delle reti in nazionale ― Spagna | Cronologia completa delle presenze e delle reti in nazionale ― Spagna | Cronologia completa delle presenze e delle reti in nazionale ― Spagna |
| Data                                                                  | Città                                                                 | In casa                                                               | Risultato                                                             | Ospiti                                                                | Competizione                                                          | Reti                                                                  | Note                                                                  |
| --------------------------------------------------------------------- | --------------------------------------------------------------------- | --------------------------------------------------------------------- | --------------------------------------------------------------------- | --------------------------------------------------------------------- | --------------------------------------------------------------------- | --------------------------------------------------------------------- | --------------------------------------------------------------------- |
| 9-10-1921                                                             | Bilbao                                                                | Spagna                                                                | 2 – 0                                                                 | Belgio                                                                | Amichevole                                                            | 2                                                                     | cap.                                                                  |
| 18-12-1921                                                            | Madrid                                                                | Spagna                                                                | 3 – 1                                                                 | Portogallo                                                            | Amichevole                                                            | 2                                                                     |                                                                       |
| 30-4-1922                                                             | Bordeaux                                                              | Francia                                                               | 0 – 4                                                                 | Spagna                                                                | Amichevole                                                            | 2                                                                     | cap.                                                                  |
| 4-2-1923                                                              | Anversa                                                               | Belgio                                                                | 1 – 0                                                                 | Spagna                                                                | Amichevole                                                            | -                                                                     |                                                                       |
| 16-12-1923                                                            | Siviglia                                                              | Spagna                                                                | 3 – 0                                                                 | Portogallo                                                            | Amichevole                                                            | -                                                                     | cap.                                                                  |
| Totale                                                                |                                                                       | Presenze                                                              | 5                                                                     |                                                                       | Reti                                                                  | 6                                                                     |                                                                       |

| Cronologia completa delle presenze e delle reti in nazionale ― Filippine | Cronologia completa delle presenze e delle reti in nazionale ― Filippine | Cronologia completa delle presenze e delle reti in nazionale ― Filippine | Cronologia completa delle presenze e delle reti in nazionale ― Filippine | Cronologia completa delle presenze e delle reti in nazionale ― Filippine | Cronologia completa delle presenze e delle reti in nazionale ― Filippine | Cronologia completa delle presenze e delle reti in nazionale ― Filippine | Cronologia completa delle presenze e delle reti in nazionale ― Filippine |
| Data                                                                     | Città                                                                    | In casa                                                                  | Risultato                                                                | Ospiti                                                                   | Competizione                                                             | Reti                                                                     | Note                                                                     |
| ------------------------------------------------------------------------ | ------------------------------------------------------------------------ | ------------------------------------------------------------------------ | ------------------------------------------------------------------------ | ------------------------------------------------------------------------ | ------------------------------------------------------------------------ | ------------------------------------------------------------------------ | ------------------------------------------------------------------------ |
| 7-5-1917                                                                 | Tokyo                                                                    | Filippine                                                                | 15 – 2                                                                   | Giappone                                                                 | III Giochi dell'Estremo Oriente                                          | 1                                                                        |                                                                          |
| 7-5-1917                                                                 | Tokyo                                                                    | Repubblica di Cina                                                       | 4 – 0                                                                    | Filippine                                                                | III Giochi dell'Estremo Oriente                                          | -                                                                        | partita sospesa                                                          |
| Totale                                                                   |                                                                          | Presenze                                                                 | 2                                                                        |                                                                          | Reti                                                                     | 1                                                                        |                                                                          |

## Palmarès
- Coppa di Spagna: 5

Barcellona: 1913, 1920, 1922, 1925, 1926
- Campionato catalano: 10

Barcellona: 1912-1913, 1915-1916, 1918-1919, 1919-1920, 1920-1921, 1921-1922, 1923-1924, 1924-1925, 1925-1926, 1926-1927
- Coppa dei Pirenei: 2

1912-1913
- Campionato filippino di calcio: 2

Bohemian: 1917, 1918